# 高良とみ
高良 とみ（こうら とみ、1896年7月1日 - 1993年1月17日）は、日本の婦人運動家、平和運動家、政治家。参議院議員（2期）。筆名は高良 富子。国会議員として戦後初めてソ連を訪れ、シベリア抑留者復員の突破口を開いた。

## 来歴
富山県生まれ。旧姓は和田。父は土佐藩士の子で、アメリカ帰りの土木技師、内務省官僚。母は養蚕家田島弥平の孫娘で、婦人運動家。県立第一神戸高等女学校（現兵庫県立神戸高等学校）、日本女子大学英文科卒業。コロンビア大学、ジョンズ・ホプキンズ大学で心理学を専攻、日本女性として初めて博士号を取得した（定義によるが、高良はその一人）。学位論文の題は "An experimental study of hunger in its relation to activity"。インドの詩人ラビンドラナート・タゴールと親しかった。「日本の婦人の進歩のために働いてほしい」という母の頼みで帰国した後、九州帝国大学医学部精神科の研究員として採用される。4年ほどして助教授に推薦されるが、「未婚の女性が男子学生に教えるなどとんでもない」という美濃部達吉の反対により九州帝国大学を去る。母校の日本女子大教授となり、1929年森田療法の精神科医で後に東京慈恵会医科大学名誉教授となる高良武久と結婚する。戦時中は大政翼賛会中央協力会議婦人代表。
戦後、1947年の第1回参議院議員通常選挙に民主党から出馬し当選。1949年緑風会に移籍し、参議院議員を2期12年間つとめた。
1952年、パリで開かれたユネスコ会議、続いて4月にモスクワで開催された世界経済会議にも参加（戦後日本人として初めてのソ連入りであった） 。外務省の旅券発給拒否のためソ連入りの遅れた帆足計、宮腰喜助らと合流し、成立間もない中華人民共和国代表の招請を受け、同年5月に北京を訪問し、初の民間貿易協定を結んだ。
モスクワ滞在中には、日本人抑留者に会いたいとソ連側に働きかけ、実際ハバロフスクの第21分所を訪れて日本人抑留者と面会した。この収容所は実は高良の訪問用にソ連が急遽用意した施設で、健康な抑留者を営外作業に出し、重症患者は別の病院に移すなどの工作が行われ、高良の他の収容者はどうしたのかとの問いに対し、所長は「日曜日なのでみな魚釣りか町へ映画を見に行った」と応えている。また、戦時中にソ連に亡命して生死不明になっていた女優岡田嘉子の生存を確認し、日本のメディアに伝えたのも高良である。
1953年、日本婦人団体連合会副会長。
この年、訪中。中国東北部の鶴崗市の炭鉱で強制労働をさせられていた日本人を解放するために中国紅十字会代表と交渉。約1700人の引き揚げが実現した。
1974年春の叙勲で勲二等瑞宝章受章。
1980年、タゴール生誕120年にあたるこの年、詩聖タゴール像設立委員会で日本タゴール協会長として中心的な役割を務め、長野県軽井沢町の碓氷峠の見晴台に高田博厚作「タゴール像」を建立した。
1993年1月17日死去、96歳。死没日をもって従四位に叙される。墓所は多磨霊園。

## 家族
- 父・和田義睦（1860-1943） - 土佐藩士・和田義雄の子。帝国大学工科大学卒業後米国留学を経て内務省土木技師[10]
- 母・邦子（-1939）- 田島弥平（邦寧）の孫。前橋高等女学校卒業後、共立女学校進学。クリスチャン。
- 弟・和田新一 - 建築家。早稲田大学建築科卒。下落合の自身の家と姉とみの家を設計[11][12]。
- 妹・和田宮子 - 性的な事件により自殺[13]。
- 妹・和田せつ（1910-1956） - 医師。東京女子医専卒。和田医院を経営していたが、往診途中に西武新宿線下落合駅踏切で事故死[14]。
- 夫・高良武久 - 慈恵医大の医師だった1929年にとみと結婚[10]。いとこに高良和武
- 長女・高良眞木（1930-2011） - 画家[10]。米国アラーム・カレッジ卒[15]。
- 二女・高良留美子 - 詩人[10]。母の業績をまとめている。
- 三女・高良美世子 - 摂食障害、不登校を経て18歳で服毒自殺[16]。死去60年後に姉留美子によって遺稿集が刊行された[17]。

## 著書
- ソ連・中共 私は見て来た 朝日新聞社, 1952
- 非戦を生きる 高良とみ自伝 ドメス出版, 1983
- 活動性との関係における飢えの実験的研究 R.S.ウッドワース編 上野亮平,高良留美子訳 高良興生医院, 1995
- 高良とみの生と著作 高良留美子編 ドメス出版 2002
  - 第1巻 愛と模索
  - 第2巻 社会への船出
  - 第3巻 女性解放を求めて
  - 第4巻 新体制運動へ
  - 第5巻 敗北の時
  - 第6巻 和解への道
  - 第7巻 使命を果たして
  - 第8巻 母と娘の手紙

## 翻訳
- 新月・ギタンジャリ ラビンドラナート・タゴール アポロン社, 1962
- 詩と人生 タゴール アポロン社, 1967
- スイスの良心ピエール・セレゾール 平和への闘いの生涯 ダニエル・アネット アポロン社, 1981

## 論文

### 和田 富子名で発表したもの
- 「ジョン・ホプキンス大学における心理学研究の状況」 『心理研究』 第19巻 (通巻111号 1921)
- "An experimental study of hunger in its to activity", Archives of Psychology, Vol. 8, Colonbia University Press 1922
- 「本能とは何ぞや」 『太陽』 第29巻 10号 1923
- 「故ティツアナ先生を追慕す」 『心理学研究』 第2巻 5号 1927
- 「幼少児童精神発育の綜合的研究」 『児童研究所紀要』 第11巻 1928
- 「幼少児童精神発育の研究 第二報」 『心理学論文集』 第2輯 1929

### 高良 富子名で発表したもの
- 「幼少児童精神発育の研究」 『児童研究』 第35巻 8号 1931
- 「老年期心理の研究」 『松本亦太郎博士在職25年記念 心理学及芸術の研究 下巻』 改造社 1931
- 「男女共学の問題について (男女共学の問題シンポジウム)」 『岩波講座教育科学・第4冊』 岩波書店 1932
- 「我国に於ける新しき時代と新しき女子教育」 新教育協会編 『汎太平洋新教育会議報告書』 刀江書院 1936
- 「幼児の習慣形成における条件反射の一考察」 『教育心理研究』 第19巻 5号 1940
- 「時局下に於ける女子教育改善の急務」 文部省教学局編 『日本諸学振興委員会研究報告』 第5編 1942
- 「女子教育」 『現代心理学 10. 教育心理学 I 』 河出書房 1943
- 「東亜の心理学と女子教育」 『松本博士喜寿記念 心理学新研究』 岩波書店 1943
- 「乳幼児の発達についての一考察・第一報」 『心理学研究』 第30巻 6号 1960